# The Thirteenth Sun
The Thirteenth Sun ist eine rumänische Progressive-Rock- und -Metal-Band aus Brașov, die 2011 gegründet wurde.

## Geschichte
Die Gründung der Band geht zurück auf das Jahr 2011, als der Sänger und Gitarrist Radu Barna und der Keyboarder Marius Muntean begannen, zusammen Lieder zu schreiben. Im folgenden Jahr stießen der Schlagzeuger Septimiu Hărşan und der Gitarrist Marius Licu hinzu. Daraufhin begannen die Aufnahmen zur EP Genesis. Während der Aufnahmen stieß Flavius Misarăș als Bassist hinzu. Die EP erschien im Dezember 2012. Kurz nach der Veröffentlichung wurde die Arbeit an neuem Material fortgesetzt, ehe die Aufnahmen zum Debütalbum begannen. Das Album wurde 2017 unter dem Namen Stardust bei Aural Music veröffentlicht. Im folgenden Jahr war die Gruppe auf dem ProgPower Europe zu sehen. In den Jahren seit der Gründung der Band wurde der Bassist Misarăș aus logistischen Gründen live oft durch Alexandru Grigoras, ehe er komplett Alexandru „Alecu“ Vizitiu ersetzt wurde.

## Stil
Laut Michael Glaeser von metalogy.de spielt die Band auf Stardust atmosphärischen progressiven Rock und Metal, wobei die Band zum einen an klassischen Progressive Rock und zum anderen an alte, düstere und atmosphärische Songs von Opeth erinnere. Die Düsternis werde vor allem durch die Einstreuung von Elementen aus dem Black- und Death-Metal erzeugt. Der Gesang sei klar und harmonisch, werde jedoch auch von energischen Shouts und düsteren Growls unterbrochen. Hauptfokus der Songs seien jedoch Melodien, Harmonien und Rhythmen. Auf wonderboxmetal.com wurde das Album ebenfalls rezensiert: Es handele sich um Progressive-Rock und -Metal mit einem abwechslungsreichen, kosmischen, „spacigen“ und atmosphärischen Charakter. Die Musik wurde als eine Mischung aus atmosphärischen und progressiven Opeth und Arcturus mit Subterranean Masquerade und Primordial beschrieben.

## Diskografie
- 2012: Genesis (EP, Eigenveröffentlichung)
- 2017: Stardust (Album, Aural Music)